# Joseph de Longueil
Pour les articles homonymes, voir Longueil (homonymie).
Joseph de Longueil, né le 16 novembre 1730 à Givet et mort le 17 juillet 1792 à Paris, est un graveur français.

## Biographie
Il est le fils de Joseph Longueil et de Jeanne Collin. Il manifestait, dès son enfance, de l'inclination pour le dessin. On l'envoya l'étudier à Liège.
À l'âge de dix-huit ans, il se rendit à Paris, et se perfectionna à l'école de Jacques-Philippe Le Bas, dessinateur et graveur à l'eau forte et au burin français, mais aussi aux ateliers de Jacques Aliamet et Jean-Georges Wille.
Son apprentissage fini, il travailla pour son propre compte, et s'acquit bientôt de la réputation. Il reçut le 16 septembre 1776, le brevet de graveur du roi ; celui de graveur du prince de Condé lui fut décerné le 4 août 1779 ; et la société d'émulation pour les sciences et les beaux-arts de Liège l'admit dans son sein le 30 novembre 1780.
L'année suivante, il épousa Mademoiselle Guérin, fille du charpentier du roi et de la ville de Paris. Ils eurent trois enfants. Il perdit son épouse en 1790, et sa douleur mina sa santé ; une apoplexie foudroyante mit fin à son chagrin et à sa vie le 17 juillet 1792.
Il est le grand-père du graveur Honoré Delongueil.

### Réception
Jean-Baptiste-Joseph Boulliot indique qu'il était plutôt buveur et bagarreur : 

« Sa jeunesse fut très-orageuse ; son amour pour le vin lui avait donné un caractère turbulent et férailleur : ce qui lui attira de fâcheuses affaires. Cette passion, qui était dominante chez lui, il savait la maîtriser lorsqu'il dînait chez des grands ; mais dès qu'il en était sorti, il se dédommageait dans la première taverne de la contrainte qu'il y avait éprouvée. L'âge et le mariage seuls mûrirent son esprit et sa raison. Devenu époux, il devint sobre : à cette qualité il ajouta celle de bon père : ses amis n'en furent point surpris ; car il avait donné jusqu'alors des preuves constantes d'un bon cœur. »

Il lui reconnaît un talent artistique :

« Son mérite, comme artiste, est d'avoir été le premier qui ait fini aussi précieusement la vignette. L'on y admire surtout le brillant du burin, et la belle ordonnance des tailles. Il a traité avec quelque succès de plus grands sujets, d'après différents maîtres. »

## Œuvres
Le catalogue du cabinet de Longueil (in-8°, 8 p.), dont la vente se fit le 31 août 1793, porte que « l'œuvre de cet artiste (qu'on trouve au cabinet des estampes de la bibliothèque du roi), est composé de plus de 500 pièces, y compris quelques eaux-fortes, sujets et paysages ; nombreuse suite de vignettes très-spirituellement gravées, d'après les dessins d'Eisen, Gravelot, Cochin, Moreau, le Barbier, Mirys et autres, dont plusieurs pour le Nouveau-Testament, les Métamorphoses d'Ovide et Roland-le-Furieux, les Contes de Bocace, ceux de la Fontaine, édition de 1764 dite des Fermiers-Généraux, où il y a environ 20 à 30 vignettes de Longueil ; la Nouvelle Héloïse et la Henriade, édit. de la Veuve Duchesne, 1771 (cette dernière en 21 vignettes) , les Œuvres de Raynal, Dorat (d'après Clément-Pierre Marillier), Pezai, Marmontel, Gesner, Florian, Blin de Sainmore ; plusieurs figures de l’Histoire Romaine, et des Tableaux de la galerie du Palais-Royal ;  partie des Œuvres de Pierre Corneille, d'après Gravelot, etc. »
et en particulier :
- Allégorie en l'honneur du roi et de la reine de France ; deux estampes faisant pendant ; d'après Charles-Nicolas Cochin, in-fo, moyen papier en hauteur.
- Allégorie sur la mort de la comtesse de Mareilles; d'après Charles Eisen, in-fo, moyen papier en hauteur.
- Fidélité héroïque à la bataille de Pavie ; d'après Moreau le Jeune, in-fo.
- Deux sujets rustiques : le Ménage des Bonnes Gens et la Correction Maternelle; d'après Nicolas-Bernard Lépicié et Aubry, in-fo, moyen pap. en travers.
- Deux sujets rustiques : Halte flamande et le cabaret flamand ; d'après Adriaen van Ostade, in-fo, moy. pap. en hauteur.
- Les Pêcheurs, d'après Claude Joseph Vernet; gravée par Longueil et Bénédict-Alphonse Nicolet, tr. gr. in-fo.
- Deux marines : Vue des environs de Naples avec le Mont-Vésuve dans le lointain &  Vue des Côtes de Campanie avec un naufrage sur le devant, d'après Pierre-Charles Le Mettay, gr. in-fo en trav.
- Les Modèles où se voit le Peintre russe assis dans un atelier dessinant des figures nues ; d'après Jean-Baptiste Le Prince, tr. gr. in-fo en trav.
- Plusieurs des gravures des Batailles de la Chine ; d'après les dessins originaux envoyés par les missionnaires ; elles ont été publiées par ordre du ministre Berlin, sous la direction de C.-N. Cochin.
- Les Adieux d'Henri IV aux Espagnols sortant de Paris et du royaume, avec ces mots : « Adieu, messieurs, bon voyage ; mais n'y revenez plus » : estampe insérée dans les Mémoires historiques et critiques pour servir à l'Histoire de Troyes par Pierre-Jean Grosley, Paris, Veuve Duchesne, 1775, in-4o.
- Portrait de Gaspard Moise de Fontanieu, contrôleur général des meubles de la Couronne, avec une dédicace, d’après François-Marie-Isidore Queverdo (coll. pers.)

## Galerie

Gravures de Joseph de Longueil
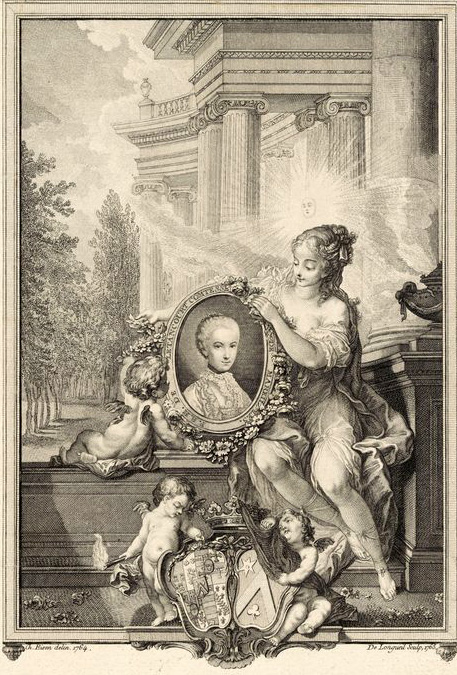
Comtesse de Mareilles, née Heudelot de Létancourt (1742-1762), d'après Charles Eisen
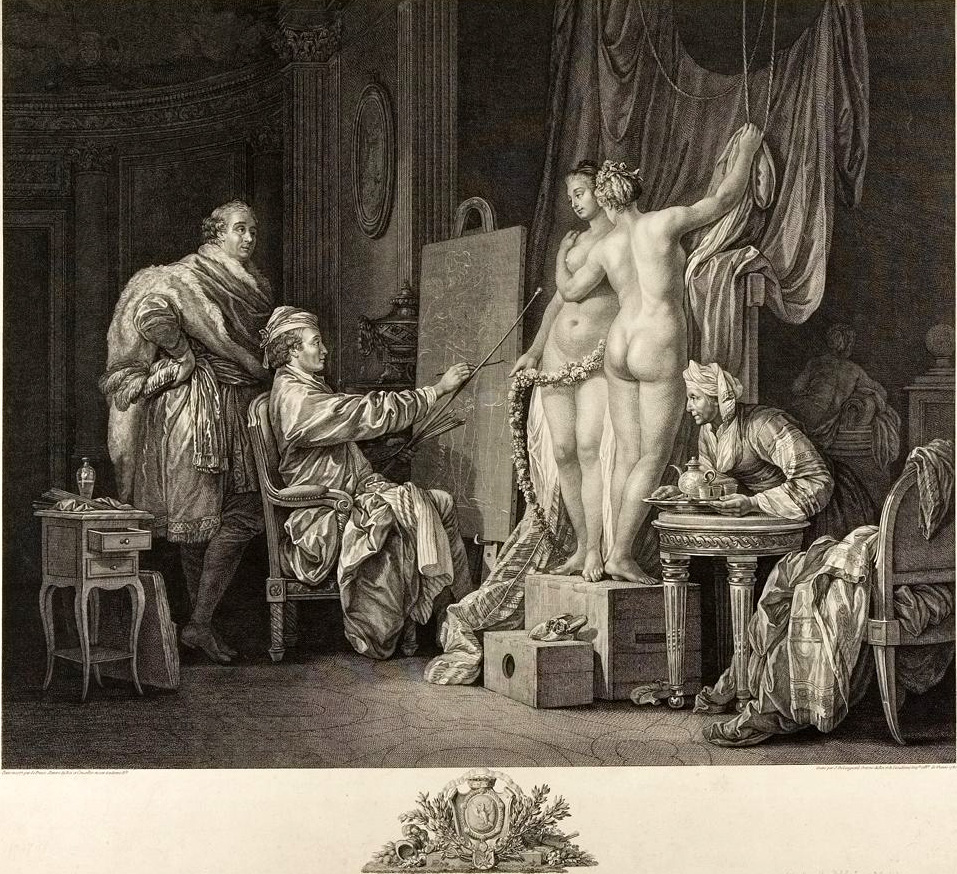
Les Modèles, d'après Jean-Baptiste Le Prince.
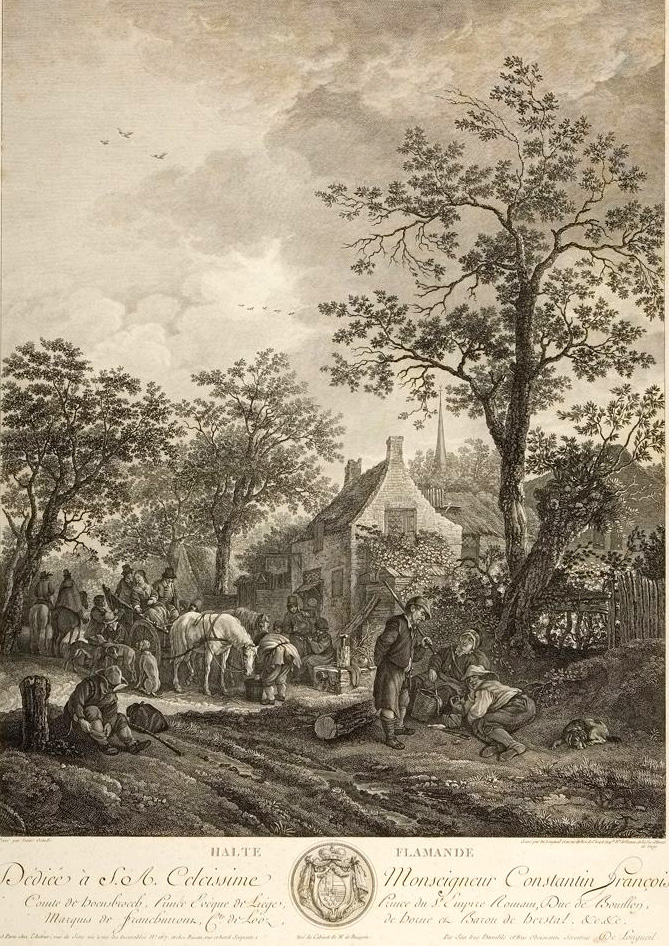
Halte flamande, d'après Isaac van Ostade.
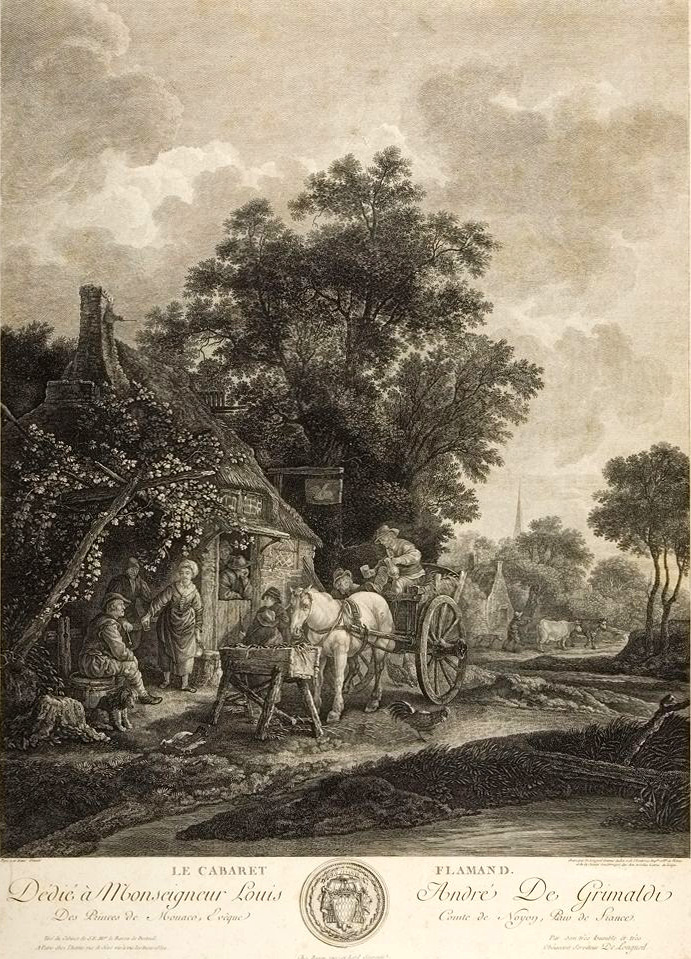
Le Cabaret flamand, d'après Isaac van Ostade.
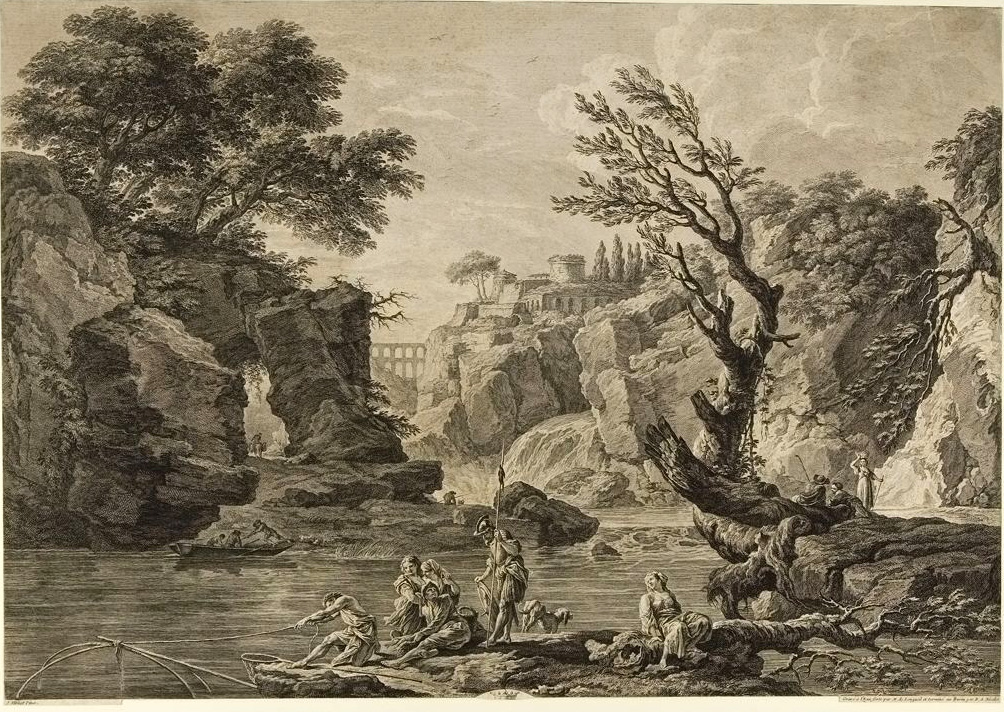
Les Pêcheurs, d'après Claude Joseph Vernet.